# HSDL2
HSDL2 (англ. Hydroxysteroid dehydrogenase like 2) – білок, який кодується однойменним геном, розташованим у людей на 9-й хромосомі. Довжина поліпептидного ланцюга білка становить 418 амінокислот, а молекулярна маса — 45 395.
| 10         |  | 20         |  | 30         |  | 40         |  | 50         |
| ---------- |  | ---------- |  | ---------- |  | ---------- |  | ---------- |
| MLPNTGRLAG |  | CTVFITGASR |  | GIGKAIALKA |  | AKDGANIVIA |  | AKTAQPHPKL |
| LGTIYTAAEE |  | IEAVGGKALP |  | CIVDVRDEQQ |  | ISAAVEKAIK |  | KFGGIDILVN |
| NASAISLTNT |  | LDTPTKRLDL |  | MMNVNTRGTY |  | LASKACIPYL |  | KKSKVAHILN |
| ISPPLNLNPV |  | WFKQHCAYTI |  | AKYGMSMYVL |  | GMAEEFKGEI |  | AVNALWPKTA |
| IHTAAMDMLG |  | GPGIESQCRK |  | VDIIADAAYS |  | IFQKPKSFTG |  | NFVIDENILK |
| EEGIENFDVY |  | AIKPGHPLQP |  | DFFLDEYPEA |  | VSKKVESTGA |  | VPEFKEEKLQ |
| LQPKPRSGAV |  | EETFRIVKDS |  | LSDDVVKATQ |  | AIYLFELSGE |  | DGGTWFLDLK |
| SKGGNVGYGE |  | PSDQADVVMS |  | MTTDDFVKMF |  | SGKLKPTMAF |  | MSGKLKIKGN |
| MALAIKLEKL |  | MNQMNARL   |  |            |  |            |  |            |

A: Аланін

C: Цистеїн

D: Аспарагінова кислота

E: Глутамінова кислота

F: Фенілаланін

G: Гліцин

H: Гістидин

I: Ізолейцин

K: Лізин

L: Лейцин

M: Метіонін

N: Аспарагін

P: Пролін

Q: Глутамін

R: Аргінін

S: Серин

T: Треонін

V: Валін

W: Триптофан

Кодований геном білок за функцією належить до оксидоредуктаз. 
Задіяний у таких біологічних процесах, як ацетилювання, альтернативний сплайсинг. 
Білок має сайт для зв'язування з НАДФ. 
Локалізований у пероксисомах.